# Новопавлівка (Покровський район)
Новопа́влівка — село Покровської міської громади Покровського району Донецької області, в Україні. У селі ніхто не мешкає через бойові дії.

## Загальні відомості
Відстань до райцентру становить близько 5 км і проходить автошляхом E50.
Землі села з південного сходу межують із територією м. Покровськ (мікрорайон Сонячний) Покровської міської ради Донецької області.

## Історія
29 червня 1920 року відбулося бойове зіткнення між Революційною повстанською армією України і частинами ВОХР.

## Населення
За даними перепису 2001 року населення села становило 464 особи, з них 72,84 % зазначили рідною мову українську та 27,16 % — російську.